# Lorenzo Aragón
Pour les articles homonymes, voir Aragon et Armenteros.
Lorenzo Aragón est un boxeur cubain né le 28 avril 1974 à Santa Isabel de Las Lajas.

## Carrière
Aux Jeux olympiques d'été de 2004, il combat dans la catégorie des welters et remporte la médaille d'argent, battu en finale par Bakhtiyar Artayev. Il est également double champion du monde de boxe amateur en 2001 et 2003 en poids welters.